# 碳化

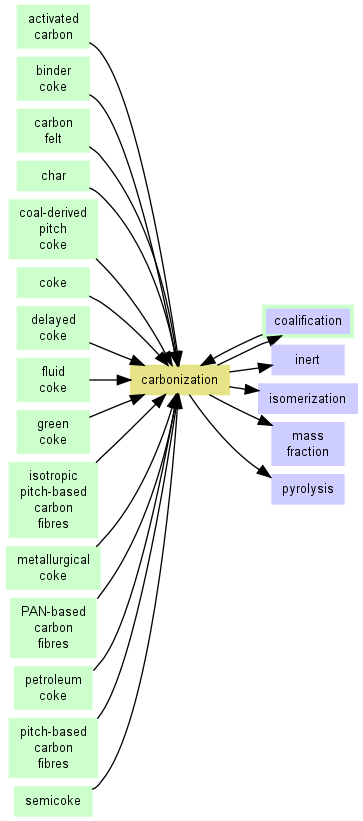
一系列涉及碳化的過程。

碳化（英語：carbonization）是通過破壞性蒸餾將植物和動物屍體殘骸等有機物，轉化為碳的反應過程。

## 碳化的複雜性
碳化是一種熱裂解反應，因此被認為是一個複雜的過程，其中有許多反應會同時發生，如脫氫、冷凝、氫轉移和異構化。
碳化與煤化的不同之處，在於碳化發生得更快，因為它的反應速率快了許多數量級。
對於最終的熱解溫度，施加的熱量將會控制碳化程度，以及外來元素的殘餘含量。例如：在T~1200K的殘渣碳含量超過90wt.%，而在T~1600K時發現超過99wt.%的碳。 碳化通常是放熱過程，這意味著它原則上可以自我維持，並被用作不產生二氧化碳的能源。 就葡萄糖的情況而言，該反應可以每克釋放約237卡路里的熱量。
當生物材料暴露於突然的灼熱時，例如：在核爆炸或火山碎屑流的情況下，可以被極快地碳化轉變為固體碳。赫庫蘭尼姆古城被火山摧毀的過程中，包括家具在內的許多有機物都被高溫碳化。

## 木材如何轉化為木炭
木材在工業環境的碳化通常需要280°C以上的溫度，這將會釋放能量，因此這種反應稱為放熱過程。這種碳化也可以視為木材的自發分解，直到剩下稱為木炭的碳化殘留物。除非提供進一步的外部熱量，否則這個過程會停止，溫度最高達到約400°C。然而，這種木炭仍會含有相當數量的焦油殘留物，以及原始木材的灰燼。

## 碳化中的工業安全
碳化產生的物質可以被證明是有害物質，應該採取簡單的預防措施來降低風險。
碳化產生的氣體含有高含量的一氧化碳，吸入時有毒。因此在窯爐或坑周圍操作期間，以及窯爐開啟進行卸料時，必須注意提供適當的通風，以便在卸料過程中分散一氧化碳。
碳化產生的焦油和煙霧雖然沒有直接毒性，但可能對呼吸系統產生長期破壞性影響。在可能的情況下，住宅區的位置應定位在盛行風地區，將燒炭作業產生的煙霧帶離住宅區，並且窯爐工廠不應靠近住宅區附近。
木焦油和焦木酸可能對皮膚有刺激作用，應注意避免與皮膚長時間接觸，應採取護理措施減少接觸的工作程序，透過防護服儘量減少直接的接觸。
焦油和焦木酸還會嚴重汙染溪流，並影響人類和動物的飲用水供應，魚類也可能受到不利影響。中大型木炭作業產生的液體流出物和廢水，應該收集在大型沉澱池中並讓其蒸發，以避免這些水進入當地的排水系統並污染溪流。窯爐通常不會產生液體廢水，其副產品大部分以蒸汽的形式分散到空氣中。在這種情況下，預防空氣污染的預防措施尤為重要。

## 碳化和生物柴油燃料
碳化在一項研究被用來創造一種新的催化作用，用於從乙醇和脂肪酸中生產生物柴油。催化作用是通過葡萄糖和蔗糖等一般食糖的碳化產生。將糖放在400°C的氮氣流下加工15小時，形成由多環芳香碳化合物組成的黑碳殘留物。然後用硫酸處理這種材料，用磺酸、羧基和羥基催化位點使材料功能化。

## 另見
- 焦炭
- 焦化
- 熱裂解

## 外部連結
- Carbonization processes at Herculaneum site